# Xanthonia striata
Xanthonia striata är en skalbaggsart som beskrevs av Staines och Weisman 2001. Xanthonia striata ingår i släktet Xanthonia och familjen bladbaggar. Inga underarter finns listade i Catalogue of Life.